# Bruni, Texas
Bruni là một nơi ấn định cho điều tra dân số (CDP) thuộc quận Webb, tiểu bang Texas, Hoa Kỳ. Năm 2010, dân số của nơi này là 379 người.

## Dân số
- Dân số năm 2000: 412 người.
- Dân số năm 2010: 379 người.